# Aldo Boffi
Aldo Boffi, född 26 februari 1915, död 26 oktober 1987, var en italiensk fotbollsspelare och anfallare i AC Milan 1936-43. Han vann tre gånger skytteligan (38/39, 39/40, 41/42) och med totalt 136 mål för klubben är han en av Milans främsta målgörare genom tiderna.